# Geranium petri-davisii
Geranium petri-davisii är en näveväxtart som beskrevs av Carlos Aedo. Geranium petri-davisii ingår i släktet nävor, och familjen näveväxter. Inga underarter finns listade i Catalogue of Life.